# Гуляев, Иван Андреевич
Иван Андреевич Гуляев — советский хозяйственный, государственный и политический деятель.

## Биография
Родился в 1890 году в селе Черебаево Самарской губернии. Член КПСС.
В 1903—1946 гг. — батрак у зажиточных крестьян, в действующей армии, участник Первой мировой и Гражданской войн, начальник конного отряда милиции села Дергачёво, председатель Балашинского волкооппотребсоюза, секретарь волкома ВКП(б), секретарь парткома колхоза имени Блукис, директор Дергачёвской МТС, первый секретарь Романовского райкома ВКП(б), председатель Саратовского горисполкома, заведующий отделом мобилизации при Саратовском облисполкоме, заведующий Саратовским областным отделом социального обеспечения.
Избирался депутатом Верховного Совета РСФСР 1-го созыва.
Умер после 1946 года.